# 中村達也 (1945年生のドラマー)
中村 達也（なかむら たつや、1945年1月2日 - ）は、日本のジャズドラマー、パーカッショニスト。今田勝カルテットなどに在籍する。日本国外での公演も多い。

## 経歴
- 栃木県生まれ、大田原市出身。
- 大田原市立大田原中学校卒業後、東京の高校に進学、16歳でドラムを始める。
- 1974年に渡米、ロイ・ヘインズに師事し腕を磨く。
- 1976年 最初のアルバムのレコーディングの後帰国。
- 1978年 テッド・ダニエル（トランペット）とジョゼフ・ボウイ（トロンボーン）を招待し日本でコンサートを開催。
- 1979年 アルバム"Quater"（CBSソニー）を制作、再びニューヨークへ。
- 1981年に帰国後、"Lip off"（Victor）を制作。
- 1988年 ジョージ・アダムズ（サックス）と共同で"Oleo"のレコーディング。
- 1989年 リチャード・デイヴィス（英語版）（ベース）、佐藤允彦（ピアノ）、今田勝（ピアノ）と東京でコンサートを開催。
- 1990年から1998年まで、"NEW YORK UNIT"として毎年日本でコンサートツアーを行う。NEW YORK UNIT はファラオ・サンダース（サックス）と共演の"OVER THE RAINBOW" "BLUE BOSSA"や"BESAME MUCHO"（2003年、ニューヨークでのレコーディング）を含む8枚のCDを制作。
- 1993年 国際交流のため、オーストラリア、インドネシアで日本人ミュージシャンとコンサートツアーを行う。
- 1995年 ドイツでコンサートツアー、バラフォンなどのアフリカの打楽器を演奏。
- 2004年 国際交流基金の提供で TATSUYA NAKAMURA JAPAN JAZZ　ユニット としてセネガル、モロッコ、トルコでコンサートツアーを計8か所にて行い、各所においてスタンディング・オベイションを受ける。